# Гонка на тандемах

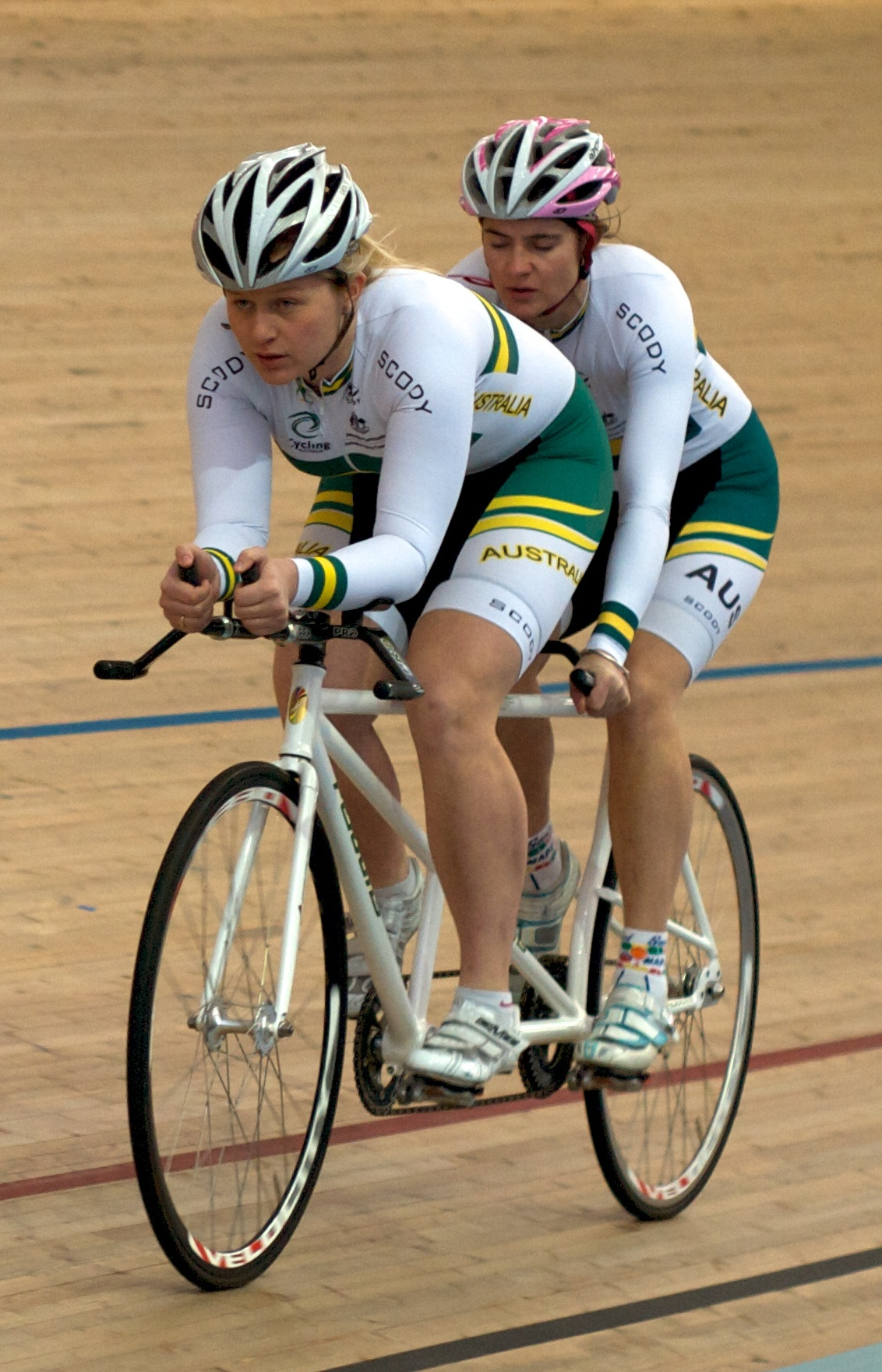
Трековый тандем

Гонка на тандемах (сокращенно «тандем») — вид велотрековой гонки, проводимой на двухместных велосипедах специальной конструкции — трековых тандемах («двойках»).

## История

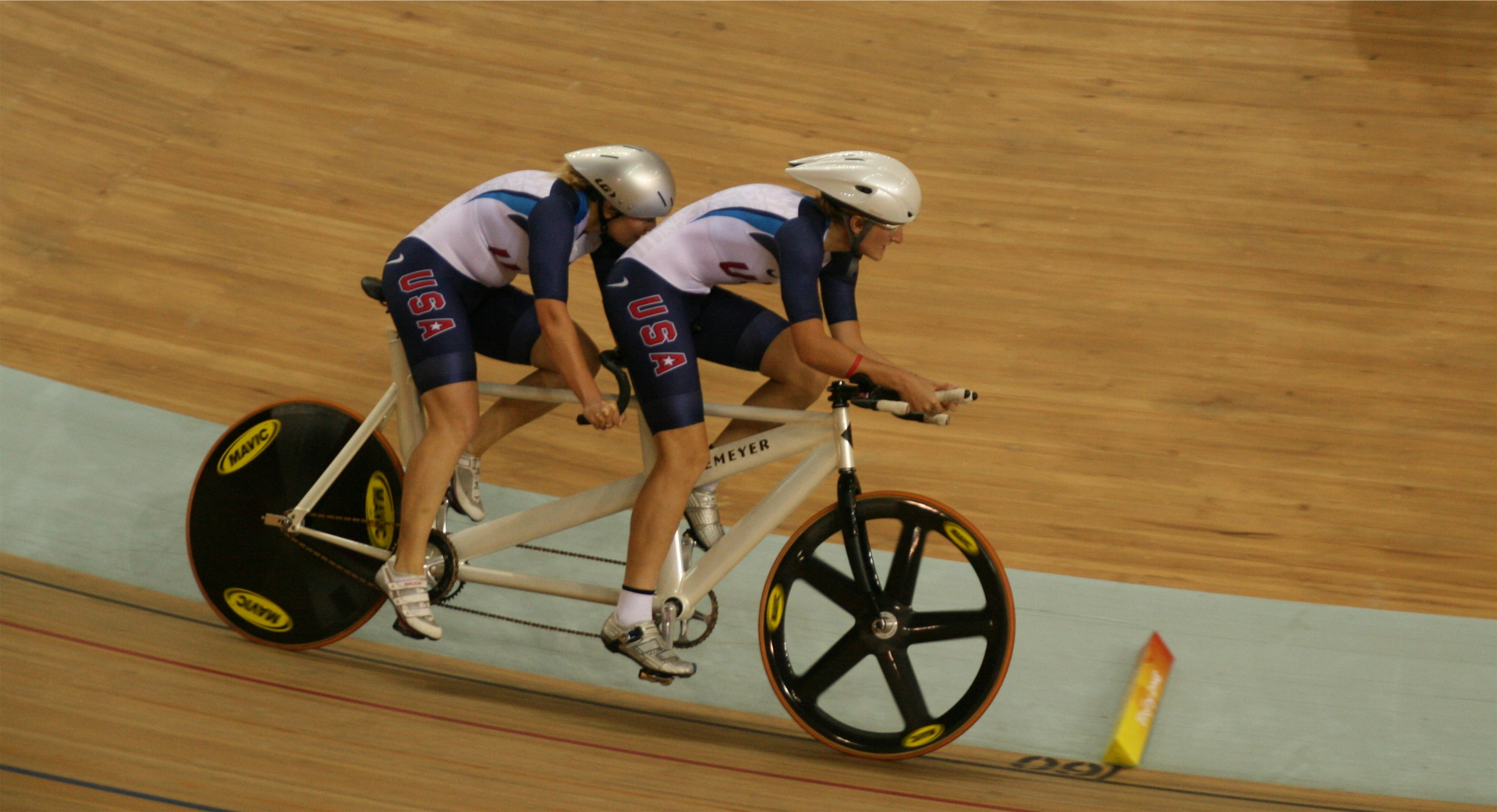
Женский Тандем на Летних Паралимпийских играх 2008 года

Это зрелищный вид. Но учитывая более высокие скорости которые развивают гонщики на тандемах высок риск получения травм при падениях, особенно для велогонщиков которые принимают участие и в других дисциплинах. А также тенденция к строительству велотреков с более короткой длиной полотна на которой данным велосипедам трудно проходит виражи способствует их малой популярности в настоящие время. 
Однако тандемные гонки в настоящее присутствуют в Паравелоспорте — соревнования по велосипедному спорту для людей с физическими ограничениями. В данных соревнованиях велотандем управляется «пилотом» сидящем спереди, а спортсмен с нарушением зрения располагается на сзади.
Дисциплина входила в мужскую программу Олимпийских игр с 1908 по 1972 год, а также Чемпионата мира с 1966 по 1994 год за исключением 1972 года.
Чехословацкие спринтеры выиграли Чемпионат мира в данной дисциплине 9 раз. 

## Правила
В гонках на тандемах действуют правила проведения спринтерских соревнований.
Каждая пара гонщиков рассматривается как один участник.
В зависимости от длины трека заезды проводятся на следующие дистанции:
| Длина трека, м | менее 333,33 | 333,33 | от 333,33 до 450 | более 450 |
| -------------- | ------------ | ------ | ---------------- | --------- |
| Число кругов   | 6            | 5      | 4                | 3         |

Примечание: на треках длиной 333,33 метров и менее в одном заезде может участвовать не более трех тандемов.
Квалификационные заезды проводятся на один круг при старте с хода.